# Lautulae
Lautulae – miasto Wolsków w Latium novum - zalesionym wąwozie między Tarraciną a Fundi. Miejsce klęski Rzymian w czasie drugiej wojny samnickiej w roku 315 p.n.e., za konsula Kwintusa Fabiusza Maksymusa. Jest to też miejsce urodzenia cesarza Galby.